# Евдокиевская церковь (Липецк)
Це́рковь во имя свято́й Евдоки́и (Евдоки́евская) — православный храм, находится в центре города Липецка у площади Героев (адрес: улица Гагарина, 70).

## История
Храм был построен в 1817—1818 годах «тщанием коллежского советника Ивана Фёдоровича Лобкова» во имя святой преподобномученицы Евдокии на погосте, возникшем в начале XIX века как кладбище Христорождественского собора. Сегодня это — Евдокиевское кладбище.
После длительного перерыва была построена трапезная церковь, а колокольня ещё долгое время оставалась отдельно стоящей.
В 1876 году впервые упоминаются два придела, устроенные в трапезной церкви Евдокиевского храма — во имя святой великомученицы Варвары и святого Алексия, человека Божия.

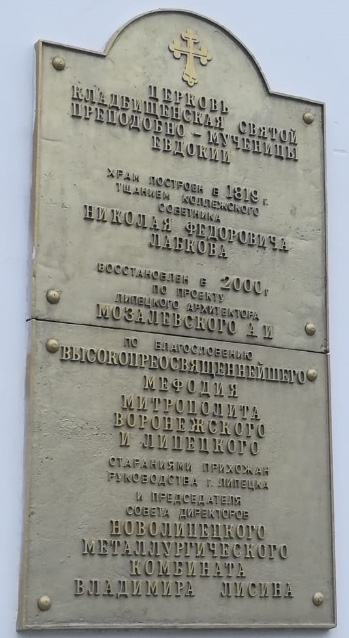
Памятная доска на здании церкви

Так в течение почти всего XIX века складывался комплекс Евдокиевского храма. Сама церковь была построена в классическом стиле в виде четырёхлепестковой ротонды.
В 1918 году здание церкви было национализировано и стало использоваться под зерносклад, а позже — в качестве конторы ОРСа «Липецкстроя». Официальное закрытие храма было оформлено 30 августа 1935 года. Комиссия по вопросам культа при Воронежском облисполкоме собрала под ходатайством о закрытии 1191 подпись и приняла решение:

Ввиду того, что здание Евдокиевской церкви, а это видно из акта технической комиссии, пришло в ветхость и по прямому назначению использовано быть не может <…> церковь <…> закрыть.

В советское время здесь располагались кинопрокат, архив, похоронное бюро. В 1996 году храм был передан верующим.